# 20Agy busz (Budapest)
A budapesti 20A (gyors 20A) jelzésű autóbusz a Baross tér, Keleti pályaudvar és Újpest között közlekedett. A vonalat a Budapesti Közlekedési Vállalat üzemeltette.

## Története
1989. március 1-jén a 20-as busz betétjáratként 20A jelzéssel a Keleti pályaudvar és Újpest között új vonalat indítottak, amely az újpesti lakótelepen hurokjárati jelleggel közlekedett, azonban alig két év után, 1990. december 14-én a 3-as metró újpesti szakaszának átadásával megszűnt.

## Útvonala
| Baross tér, Keleti pályaudvar → Újpest, Munkásotthon utca → Baross tér, Keleti pályaudvar |
| Baross tér, Keleti pályaudvar vá. – Verseny utca – Dózsa György út – Vágány utca – Mautner Sándor utca – Kisgömb utca – Reitter Ferenc utca – Gyöngyösi utca – Béke utca – Pozsonyi utca – Bajcsy-Zsilinszky út – Munkásotthon utca – Tito utca – Tél utca – Pozsonyi utca – Béke utca – Gyöngyösi utca – Reitter Ferenc utca – Mór utca – Mautner Sándor utca – Vágány utca – Dózsa György út – Verseny utca – Baross tér, Keleti pályaudvar vá. |

## Megállóhelyei
| 0 | Baross tér, Keleti pályaudvar végállomás (ma: Keleti pályaudvar M) | 17 | 7, 7A, 7, 20, 20, 30, 30, 33, 73, 73E, 78, 95 73, 76, 78, 79, 80 23, 24, 36, 44, 67 Budapest-Keleti |
| 1 | Szépművészeti Múzeum (↓) Hősök tere (↑) (ma: Hősök tere M)         | 16 | Millenniumi Földalatti Vasút 1, 4, 4A, 4, 20, 20, 30, 30 72, 75, 79                                 |
| 2 | Róbert Károly körút (ma: Vágány utca / Róbert Károly körút)        | 15 | 4, 4A, 20, 20, 30, 30, 32, 32 1                                                                     |
| 3 | Futár utca                                                         | 14 | 20, 30                                                                                              |
| 4 | Chinoin utca (↓) Pozsonyi utca (↑) (ma: Angyalföld kocsiszín)      | 13 | 20, 20, 30, 30, 121 12, 14                                                                          |
| 5 | Nyár utca (↓) Bán Tibor utca (↑) (ma: Tél utca / Pozsonyi utca)    | 12 | 20, 20, 30, 30, 120, 121 12, 14                                                                     |
| ∫ | Erzsébet utca (ma: Nap utca)                                       | 11 | 20, 20, 120, 121                                                                                    |
| ∫ | Tél utca                                                           | 10 | 20, 20, 120, 121                                                                                    |
| ∫ | Ősz utca                                                           | 9  | 20, 20, 120                                                                                         |
| ∫ | Tito utca (ma: Munkásotthon utca)                                  | 8  | 3V, 20, 20, 84, 96, 104, 104A, 120                                                                  |
| ∫ | Erzsébet utca                                                      | 7  | 3V, 104, 104A                                                                                       |
| 6 | Bajcsy-Zsilinszky út (ma: Újpest-Központ M)                        | 6  | 3V, 30, 30, 84, 96, 104, 104A, 120, 147 12, 14                                                      |